# Кроличья нора вики

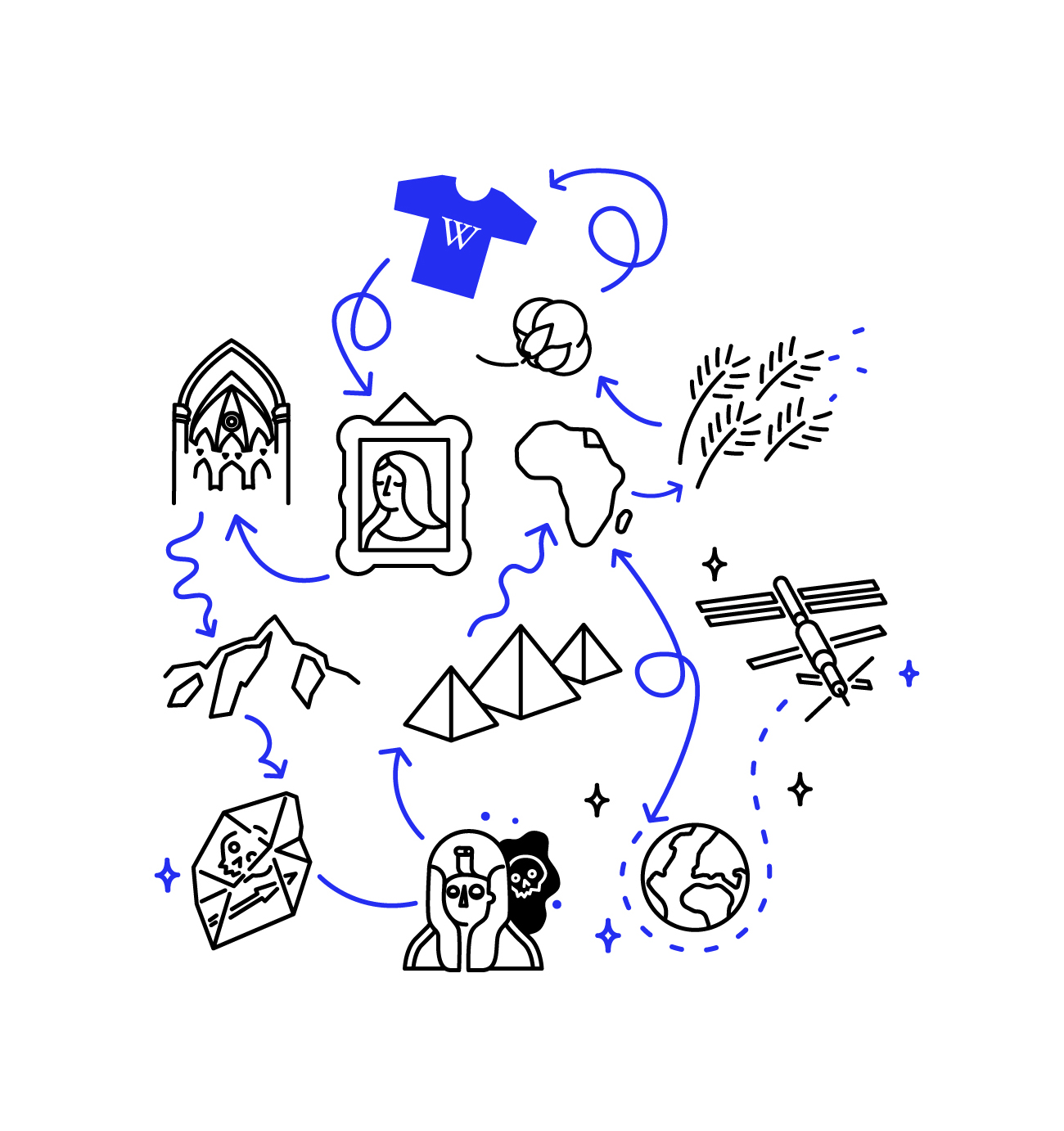
Иллюстрация кроличьей норы вики для футболки

Кроличья нора в вики — путь обучения, который читатель проходит, переходя от темы к теме во время чтения Википедии или других вики. Такая концепция также известна как «чёрная дыра вики» и «дыра вики». Метафора дыры пришла из сказки «Приключения Алисы в стране чудес», в которой Алиса начинает приключение, следуя за Белым Кроликом в его нору.
При просмотре видео вне Википедии многие люди заходят в Википедию, чтобы получить больше информации о том, что они смотрели, и переходят в «кроличью нору вики» к темам, которые постепенно удаляются от того, с чего они начали. Фильмы, основанные на исторических людях или событиях, часто побуждают зрителей исследовать «кроличьи норы» Википедии.
Визуализации данных, показывающие взаимосвязи между статьями Википедии, демонстрируют пути, по которым читатели могут переходить от темы к теме.
Фонд Викимедиа публикует исследования о том, как читатели попадают в «кроличьи норы вики». Феномен «кроличьей норы вики» наблюдается в разных языковых версиях Википедии.
Пользователи Википедии делились своими впечатлениями о «кроличьих норах» в рамках празднования дня рождения Википедии, а также в социальных сетях. Некоторые люди заходят в Википедию, чтобы найти «кроличью нору». Изучение «кроличьей норы» может быть частью так называемых вики-гонок.